# Lhota (okres Přerov)
Lhota je obec ležící v okrese Přerov. Žije zde 351 obyvatel.

## Historie
První písemná zmínka o obci pochází z roku 1346.

## Galerie

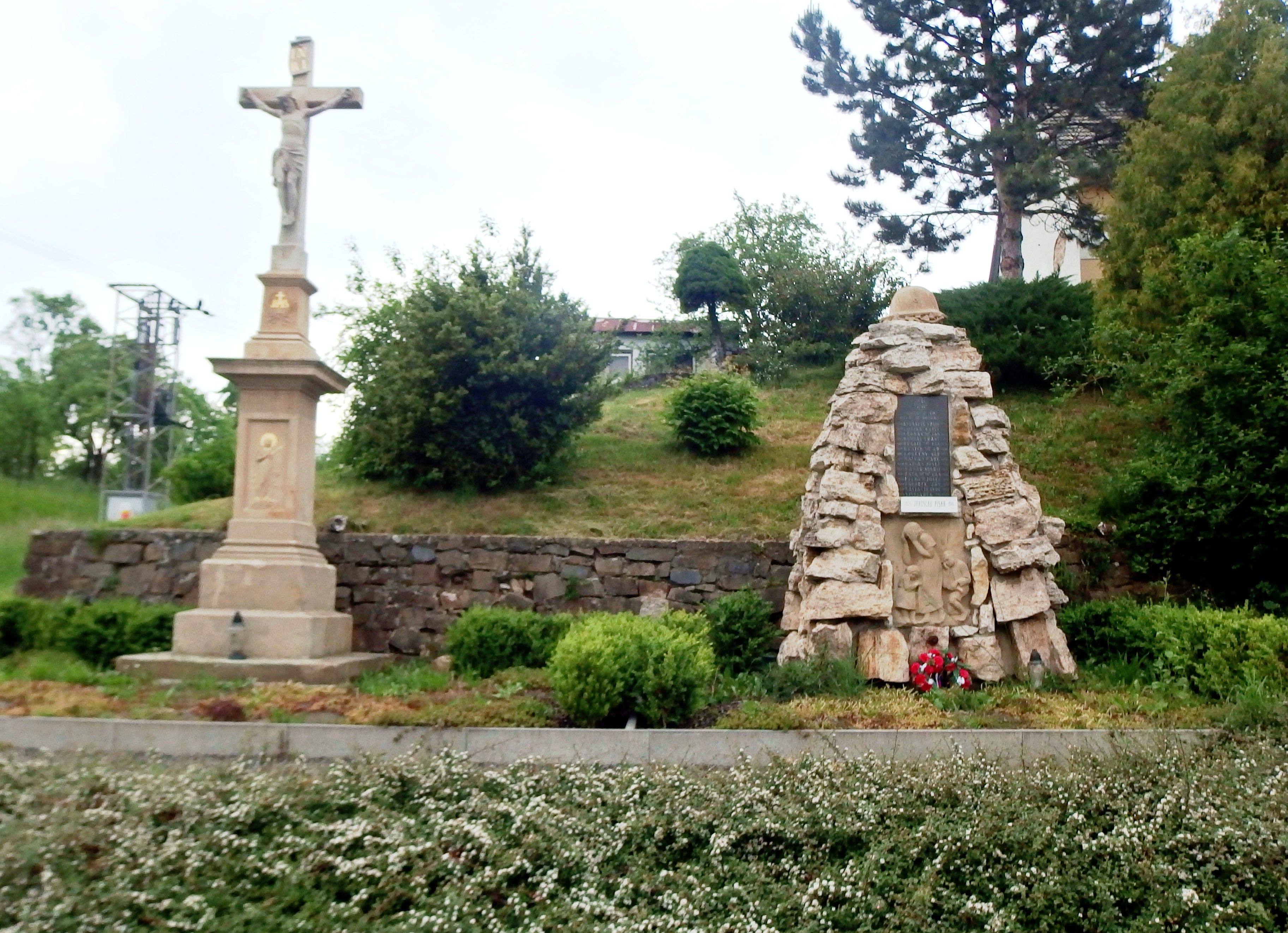
Kříž a pomník obětem I. světové války
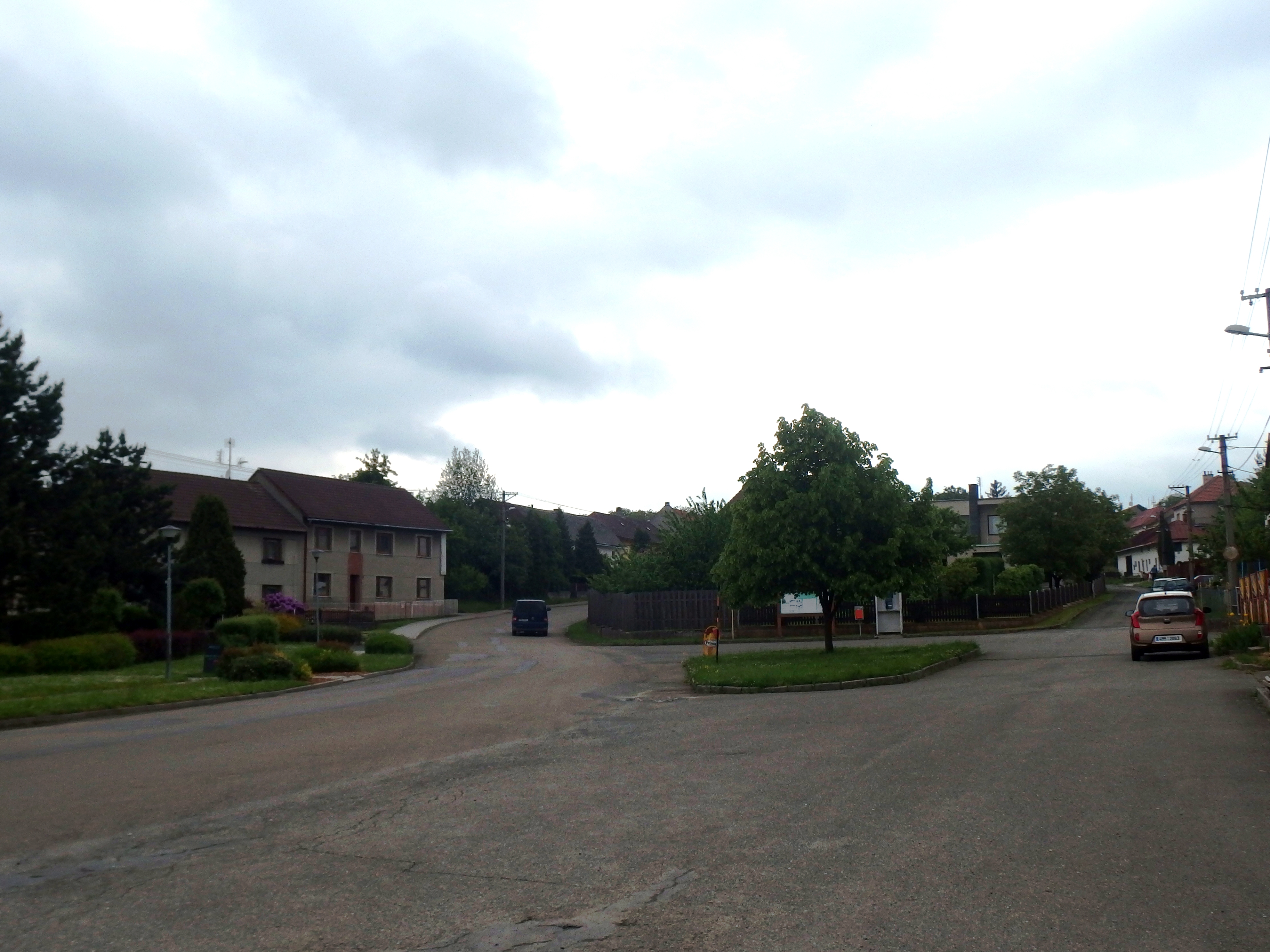
Náves
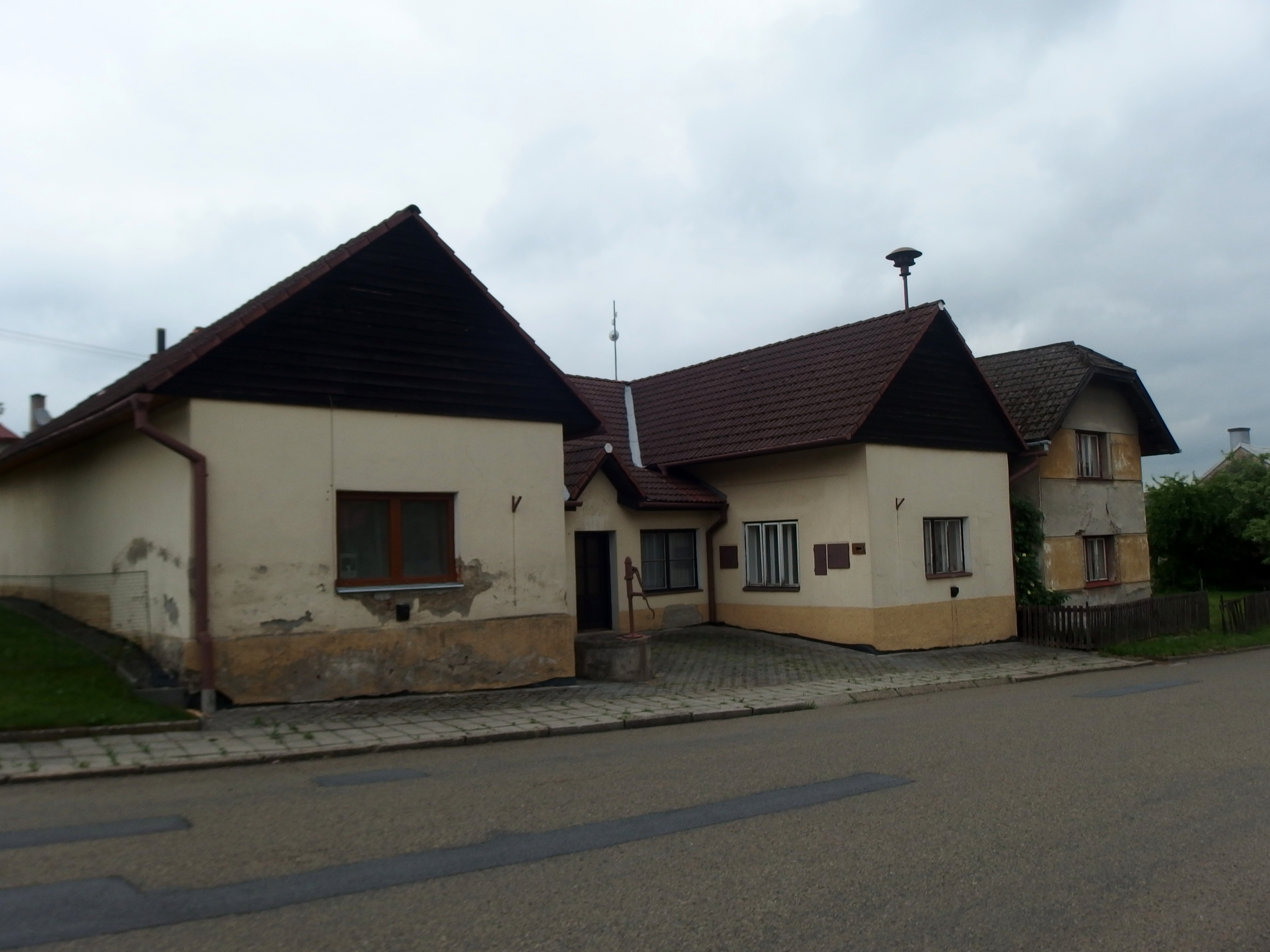
Bývalý obecní úřad
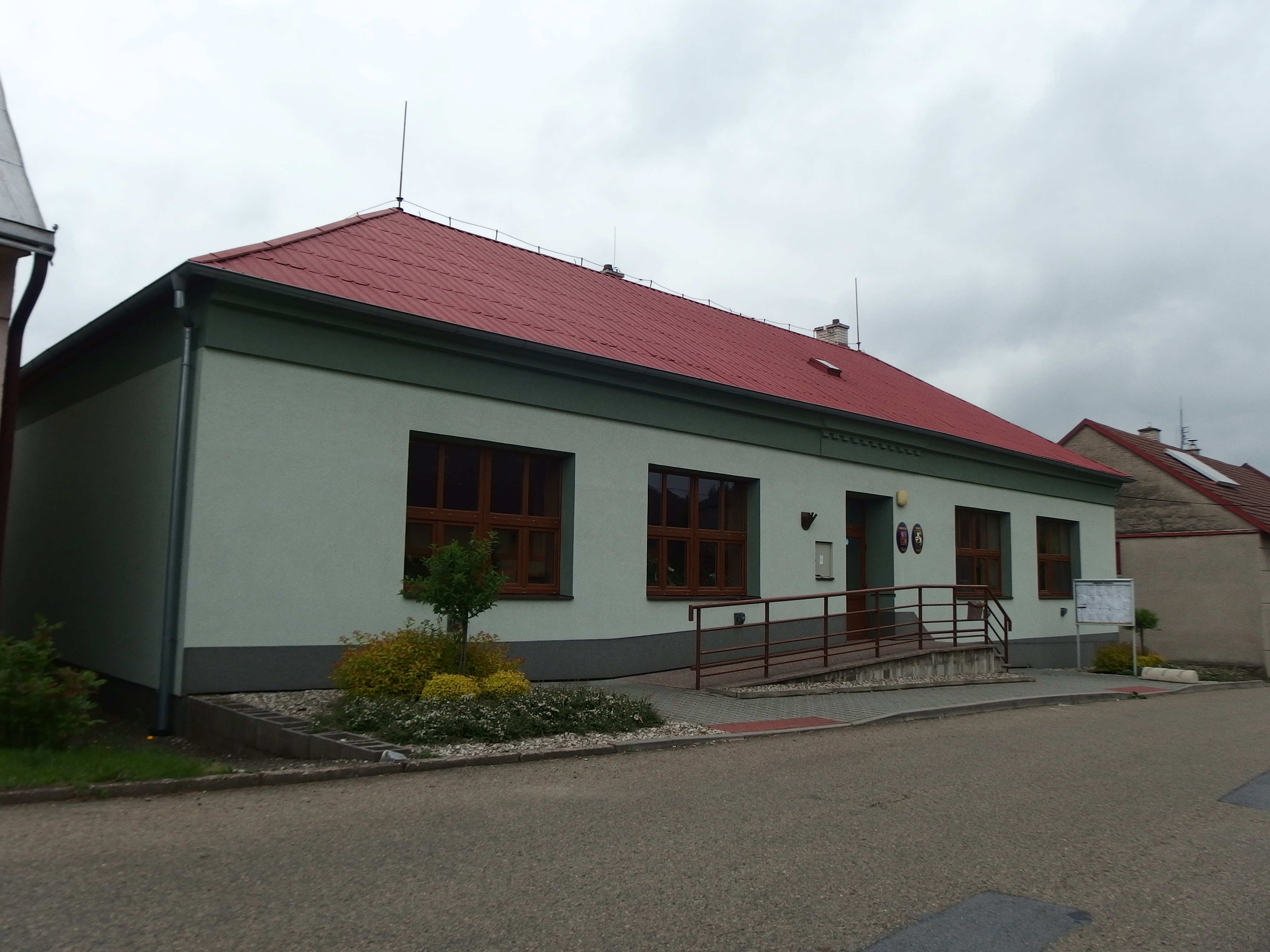
Současný obecní úřad